# جيم موريسون (لاعب هوكي الجليد)
جيم موريسون (بالإنجليزية: Jim Morrison)‏ (و. 1931  م) هو لاعب هوكي الجليد كندي، ولد في مونتريال، مركز لعبه هو مدافع ‏.

## روابط خارجية
- جيم موريسون على موقع دوري الهوكي الوطني (الإنجليزية)
- جيم موريسون على موقع EliteProspects.com (الإنجليزية)
- جيم موريسون على موقع HockeyDB.com (الإنجليزية)
- جيم موريسون على موقع Hockey-Reference.com (الإنجليزية)